# Paraphisis modla
Paraphisis modla är en insektsart som beskrevs av Rentz, D.C.F. 2001. Paraphisis modla ingår i släktet Paraphisis och familjen vårtbitare. Inga underarter finns listade i Catalogue of Life.